# Амазасп I (цар Іберії)
Амазасп I (*ამაზასპი, д/н —116) — цар Кавказької Іберії у 106—116 роках.

## Життєпис
Походив з династії Фарнавазідів. Син царя Мітрідата I. Після смерті останнього у 106 році успадкував трон Іберії. Продовжив політику попередника, спрямовану на союз з Римською імперією.
У 113—114 роках сприяв імператору Траяну підкоренню Великої Вірменії. В подальшому підтримував римські війська у війні з Парфією. Помер під час цього у 116 році, можливо загинув у битві при Нісібісі. Йому спадкував син Фарсман II.